# 映像の世紀
『映像の世紀』（えいぞうのせいき）は、NHKが制作・放送したドキュメンタリー番組である。1995年3月から1996年2月にかけて、毎月第3土曜日（第1集を除く）にNHK総合テレビの「NHKスペシャル」にて放映された。全11集。初回放送から30年以上経っても「NHKスペシャル」の中で人気のある作品の一つである。
2025年7月 - 8月に、放送された「映像の世紀 高精細スペシャル」についても記述する。

## 概要
世界30か国以上のアーカイブから、収集した貴重な映像と回想録や証言等で20世紀を描いた番組である。山根基世のナレーションによる無駄のない淡々とした進行、メインテーマ「パリは燃えているか」を始めとする加古隆の手がけた音楽も、大きな反響を得た。当事者本人のインタビューや再現映像は使用せず、回想録や証言を朗読する声の出演は青二プロダクションが担当している。
第1集は、19世紀終盤（1895年）に世界で初めて上映された実写映画『工場の出口』の映像から始まるが、オープニングでは題名と伴に、英語で"The 20th Century"（20世紀）と表示され、番組の主題は20世紀に置かれている。NHKオンラインの英語版では、番組名がThe 20th Century on Filmと表記されており、それとは表記が異なるがサウンドトラックにも同義の英題（後述）が添えられている。
このドキュメンタリーを制作するにあたっては、この1995年がNHK放送70周年・第二次世界大戦後50周年であるのに加え、フランスのリュミエール兄弟らが現在の映写技術を確立した1895年から数えて100周年になることから、それに間に合わせることを目指して5年前から準備と収集が行われた。NHKの番組スタッフとアメリカABCの共同取材によって世界各地から歴史的映像が集められ、NHKは「映像がどのように20世紀を記録してきたか」というコンセプトに絞って番組を制作した。現代（1995年）の視点から20世紀の記録を克明に映し出した本作には多くの反響が寄せられ、日本国内の戦後史を取り上げた『戦後50年・その時日本は』と並ぶ、戦後50周年・放送70周年の記念アーカイブ番組として親しまれた。1995年当時の歴史的知見に基づいて制作されているため、例えば第3集では、白人暴徒によって300人の黒人が殺害された1921年のタルサ人種虐殺が、権利意識を持った「大規模な黒人による暴動」と語られている。
1996年には日本IBMから放送を再構成したCD-ROM3作品（「新世紀の夜明け」「皇帝の終焉」「ヒトラーの野望」）が発売された（絶版）。映像のほか、写真・図版が収録された。同年にはNHKソフトウェアからVHSソフト22巻が発売されたが、これは1話における内容自体が多いことを考慮し、本編部分を分割した上で前後編に再編集したためである。BOXには解説書が封入。
DVD-Videoは2000年にNHKソフトウェアからDVD-BOX全11集が、2005年にはNHKエンタープライズからシリーズ全11集に別巻ディスク（サブタイトル：歴史の舞台を巡る）を追加した合計12ディスクの「SPECIAL BOX」として改めて発売され、DVD単巻も発売された（収録映像は、放送とは一部異なる）。2016年には後述のデジタルリマスター版がDVDとBlu-ray（いずれもBOX）で発売された。インターネットのNHKオンデマンドの「特選ライブラリー」で有料配信されていたが、2015年8月末をもって配信終了となり、以降はデジタルリマスター版が「特選ライブラリー」で順次有料配信されている。

## 全シリーズ
| 集数   | タイトル                                                                    | 初回放送日           | リマスター版放送日   | 4K版放送日           | カラー版放送日 |
| ------ | --------------------------------------------------------------------------- | -------------------- | -------------------- | -------------------- | -------------- |
| 第1集  | 20世紀の幕開け 〜カメラは歴史の断片をとらえ始めた〜                         | 1995年3月25日        | 2015年9月5日         | 2021年3月29日        | 2025年2月1日   |
| 第2集  | 大量殺戮の完成 〜塹壕の兵士たちはすさまじい兵器の出現を見た〜               | 1995年4月15日        | 2015年9月6日         | 2021年4月5日         | 2025年2月8日   |
| 第3集  | それはマンハッタンから始まった 〜噴き出した大衆社会の欲望が時代を動かした〜 | 1995年5月20日        | 2015年9月12日        | 2021年4月12日        | 2022年3月28日  |
| 第4集  | ヒトラーの野望 〜人々は民族の復興を掲げたナチス・ドイツに未来を託した〜     | 1995年6月17日        | 2015年9月12日        | 2021年4月19日        | 2025年2月22日  |
| 第5集  | 世界は地獄を見た 〜無差別爆撃、ホロコースト、そして 原爆〜                  | 1995年7月15日        | 2015年9月20日        | 2021年4月26日        | 2025年3月1日   |
| 第6集  | 独立の旗の下に 〜祖国統一に向けて、アジアは苦難の道を歩んだ〜               | 1995年9月16日        | 2015年9月20日        | 2021年5月3日         |                |
| 第7集  | 勝者の世界分割 〜東西の冷戦はヤルタ会談から始まった〜                       | 1995年10月21日       | 2015年9月23日        | 2021年5月11日        |                |
| 第8集  | 恐怖の中の平和 〜東西の首脳は最終兵器・核を背負って対峙した〜               | 1995年11月18日       | 2015年9月23日        | 2021年5月18日        |                |
| 第9集  | ベトナムの衝撃 〜アメリカ社会が揺らぎ始めた〜                               | 1995年12月16日       | 2015年9月26日        | 2021年5月24日        |                |
| 第10集 | 民族の悲劇果てしなく 〜絶え間ない戦火、さまよう民の慟哭があった〜           | 1996年1月20日        | 2015年9月27日        | 2021年5月31日        |                |
| 第11集 | JAPAN 〜世界が見た明治・大正・昭和〜                                        | 1996年2月24日        | 2015年9月27日        | 2021年6月7日         |                |
| 別巻   | - 歴史の舞台を廻る -                                                        | （オリジナルビデオ） | （オリジナルビデオ） | （オリジナルビデオ） |                |

- 第4集、第6集、第9集、第10集のタイトルは、第1集放送時には仮題「国家の狂気」「革命いまだならず」「超大国が揺らぎ始めた」「さまよえる民」として予告された。

## 特別編 高精細スペシャル
戦後80年＆放送100年を記念して映像の世紀高精細スペシャル「ヨーロッパ 2077日間の地獄」が2025年7月21日 - 8月4日まで放送された。放送枠は「映像の世紀 バタフライエフェクト」と同じ月曜日22:00 - 22:45。
第二次世界大戦の貴重なアーカイブ映像を、最新の8K高精細技術やAIによるカラー化処理で現代的に再現。歴史的事件や人物の映像を鮮明に描き、視聴者に新たな視点を提供します。
特徴:高精細化: 8K技術により、従来の映像よりも細部まで鮮明に視聴可能。
カラー化: AI技術を用いて、モノクロ映像を自然な色彩で再現。一部映像は歴史的考証に基づき、適切な色を再現。
テーマ: 第二次世界大戦の出来事（例：ヒトラーの台頭、太平洋戦争、ホロコーストなど）に焦点を当て、歴史の連鎖や影響を掘り下げる
| 部    | サブタイトル                         | 初回放送日 | ディレクター | プロデューサー | 制作統括          | 語り     |
| ----- | ------------------------------------ | ---------- | ------------ | -------------- | ----------------- | -------- |
| 第1部 | ドイツ国民は共犯者となった 1939-1940 | 7月21日    | 岩田真治     | 寺園慎一       | 山中賢一 田邉裕也 | 糸井羊司 |
| 第2部 | 独ソ戦 悲劇のウクライナ 1941-1943    | 7月28日    | 岩田真治     | 寺園慎一       | 山中賢一 田邉裕也 | 糸井羊司 |
| 第3部 | 国民を道連れにした独裁者 1944-1945   | 8月4日     | 大田雄史     | 寺園慎一       | 山中賢一 伊川義和 | 糸井羊司 |

## デジタルリマスター版
2015年10月、戦後70周年とNHK放送開始90周年を記念し、続編となる『新・映像の世紀』をNHKスペシャルの枠で放送することになり、そのプレ企画としてNHK BS1で『デジタルリマスター版映像の世紀』として、同年9月中の毎週土・日曜（9月13日、9月19日を除く）と、9月23日（秋分の日の水曜日）、2016年1月1日 - 1月2日に再放送された。
2021年8月3日から12日の未明には、総合テレビの再放送ゾーン「深夜のいっき見!まつり」の一環で、デジタルリマスター版11集が放送された。
映像素材を再収集・構成し、画質および音質の向上だけでなく、一部シーン・ナレーションの見直しや使用BGMの差し替え等が行われている。映像自体は4:3ピラーボックス（映像によりわずかに拡大することがある）だが、字幕テロップは16:9用に新しく入れ直され、フォントや表示位置、内容の一部が変更されている。テーマ音楽「パリは燃えているか」についても、一部を除いて『新・映像の世紀』と共通の新バージョン（演奏：NHK交響楽団、指揮：下野竜也）に変更されている。その一方、初回放送当時のNHKスペシャルのジングル映像はそのままの形で放送された。
遺体の映像が多く登場する番組ではあるが、番組内で「遺体の映像が流れる」などのテロップ表示はなく無修正のまま放送される。
2021年3月には、デジタルリマスター版からさらに画素変換を行った4Kリストア版がNHK BS4Kにて、その1年後の2022年3月には4Kリストア版をもとにAIによりカラーライズ化を果たした『カラーでよみがえる映像の世紀』として第3集の総天然色版が総合テレビにて初放送され、2025年2月 - 3月には放送100年を記念の一環して総合テレビにて新たにカラーライズ化を果たした第1集 - 第5集の総天然色版を放送した。なお、番組の始まりに「この番組は1995年に放送した「映像の世紀」をAIと研究者による映像考証でカラー化しました また一部残酷な映像などをカットあるいはモノクロのままにしています 初回放送時から歴史研究が進み一部ナレーションを入れ替えた箇所があります」と説明を映し出している。いずれも放送後には「NHKプラス」で見逃し配信も行われた。

## 再放送
再放送が1999年、2000年、2003年12月に行われたほか、歴史ドキュメンタリー専門チャンネルのヒストリーチャンネルにおいて2006年1月より毎月末に1シリーズずつ、2010年11月より、チャンネル銀河において毎週放送された。
デジタルリマスター版が、2021年8月3日から（8月6日 - 9日を除く）8月12日及び2023年1月28日から（1月30日を除く）2月4日までNHK総合、深夜に再放送された。
| 集数   | タイトル（サブタイトル省略）   | 再放送日時            | 再再放送日時          |
| ------ | ------------------------------ | --------------------- | --------------------- |
| 第1集  | 20世紀の幕開け                 | 2021年8月3日 0時11分  | 2023年1月28日 0時25分 |
| 第2集  | 大量殺戮の完成                 | 2021年8月3日 1時27分  | 2023年1月28日 1時40分 |
| 第3集  | それはマンハッタンから始まった | 2021年8月4日 0時11分  | 2023年1月29日 0時50分 |
| 第4集  | ヒトラーの野望                 | 2021年8月4日 1時27分  | 2023年1月29日 2時05分 |
| 第5集  | 世界は地獄を見た               | 2021年8月5日 0時11分  | 2023年1月31日 2時11分 |
| 第6集  | 独立の旗の下に                 | 2021年8月5日 1時27分  | 2023年2月1日 2時00分  |
| 第7集  | 勝者の世界分割                 | 2021年8月10日 0時43分 | 2023年2月2日 1時15分  |
| 第8集  | 恐怖の中の平和                 | 2021年8月10日 1時59分 | 2023年2月2日 2時30分  |
| 第9集  | ベトナムの衝撃                 | 2021年8月11日 0時30分 | 2023年2月3日 1時20分  |
| 第10集 | 民族の悲劇果てしなく           | 2021年8月11日 1時27分 | 2023年2月3日 2時35分  |
| 第11集 | JAPAN                          | 2021年8月12日 0時46分 | 2023年2月4日 0時25分  |

「カラーでよみがえる映像の世紀」が2025年7月19日深夜（20日）から再放送される。
| 回 | 放送日  | 開始時間 | タイトル                                                |
| -- | ------- | -------- | ------------------------------------------------------- |
| 1  | 7月20日 | 0時10分  | 20世紀の幕開け〜 カメラは歴史の断片をとらえ始めた〜     |
| 2  | 7月20日 | 1時23分  | 大量殺戮の完成 〜兵士たちはすさまじい兵器の出現を見た〜 |

## 英語版
2016年から、NHKワールドTV内で『映像の世紀』と『新・映像の世紀』を再構成したものを、30分枠で英語で放送している。
アウシュヴィッツ=ビルケナウ強制収容所など、ショッキングな映像も放映されるため、番組が始まる前に「18+」というテロップが流れる。

## サウンドトラック
サウンドトラックは1995年10月21日にEpic/Sony（現：Sony Music Labels）から発売された。タイトルは『NHKスペシャル「映像の世紀」』。なお都合上、収録しきれなかった曲は2000年10月12日に発売された『「パリは燃えているか」 NHKスペシャル「映像の世紀」オリジナル・サウンドトラック完全版』に収録されている。以下が収録作品。
NHKスペシャル「映像の世紀」
（英題：NHK Special The 20th Century in Moving Images Original Soundtrack）
1. パリは燃えているか -メインテーマ-
2. ザ・サードワールド
3. 睡蓮のアトリエ
4. シネマトグラフ I
5. 大いなるもの、東方より
6. 機械工場
7. トルストイの手紙
8. 新大陸に誘われて
9. パリは燃えているか -宇宙篇-
10. 時の刻印
11. シネマトグラフ II
12. はるかなる王宮
13. パリは燃えているか -追憶篇-

「パリは燃えているか」 NHKスペシャル「映像の世紀」オリジナル・サウンドトラック完全版
（英題："Is Paris Burning" NHK special The 20th Century in Moving Images Original Soundtrack Complete）
1. パリは燃えているか オープニング・テーマ
2. 時の刻印 II
3. 大いなるもの東方より II
4. パリは燃えているか ピアノ・トリオ・ヴァージョン
5. 最後の海戦
6. 森は失われた
7. パリは燃えているか オルガン・ヴァージョン
8. ワン・ワールド
9. 狂気の影
10. パリは燃えているか オーケストラ・ショート・ヴァージョン
11. シネマトグラフ III
12. 最後の海戦II
13. パリは燃えているか ブラス・ヴァージョン
14. 未来世紀
15. ザ・サード・ワールド II
16. パリは燃えているか ジャズ・ヴァージョン
17. 時の刻印 III
18. 睡蓮のアトリエ II
19. パリは燃えているか ピアノ・ソロ・ヴァージョン

このうちメインテーマ「パリは燃えているか」は高い評価を得て、『image』など他のCDにも収められている。また、ブエナビスタから発売されているドキュメンタリー『もののけ姫はこうして生まれた。』のBGMにも、この番組の音楽が多用されている（『もののけ姫』製作序盤、宮崎駿は番組プロデューサーの河本哲也を招き、スタッフと共に『映像の世紀』を視聴した）。また、一部の音楽は『新・映像の世紀』においても引き続き使用されている。

## スタッフ

### 構成
- 遠所尚志
- 内山達
- 辻泰明
- 大和啓介
- 田沼美香
- 堤啓介

### 音楽
- 加古隆

### 語り
- 山根基世 - NHKアナウンサー（当時）

### 声の出演（青二プロダクション）
| - 神谷明 - 小川真司 - 大塚周夫 - 青野武 - 田中秀幸 - 冬馬由美 - 藤田淑子 - 宮内幸平 - 永井一郎 - 野田圭一 - 八奈見乗児 - 矢田耕司 - 郷里大輔 - 佐藤正治 - 皆口裕子 | - 阪脩 - 柴田秀勝 - 寺瀬今日子 - 北川米彦 - 戸谷公次 - 堀之紀 - 佐藤佑暉 - 池水通洋 - 屋良有作 - 石原良 - 真地勇志 - 堀川りょう - 戸田恵子 |

### 制作統括
- 河本哲也
- 柴田伸明
- 小笠原昌夫

### 国際共同取材
- ABC（アメリカ）

### 共同制作
- NHKクリエイティブ → NHKエンタープライズ21

### 制作・著作
- NHK